# Élections municipales de 2008 dans le Gard
Les élections municipales ont eu lieu les 9 et 16 mars 2008.

## Résultats généraux
Globalement, les municipalités sont peu renouvelées. Dans les deux villes les plus importantes, à Alès et Nîmes, les UMP Max Roustan et Jean-Paul Fournier, affirmant ainsi la prédominance de la droite dans les villes tandis que la gauche est plus forte en zone rurale.
| Commune                 | Maire sortant          | Parti | Parti | Maire élu              | Parti | Parti |
| ----------------------- | ---------------------- | ----- | ----- | ---------------------- | ----- | ----- |
| Aigues-Mortes           | René Jeannot           |       | DVD   | Cédric Bonato          |       | PS    |
| Alès                    | Max Roustan            |       | UMP   | Max Roustan            |       | UMP   |
| Les Angles              | Paul Mély              |       | DVD   | Jean-Louis Banino      |       | UMP   |
| Bagnols-sur-Cèze        | René Cret              |       | UMP   | Jean-Christian Rey     |       | PS    |
| Beaucaire               | Mireille Cellier       |       | UMP   | Jacques Bourbousson    |       | PR    |
| Bellegarde              | Élie Bataille          |       | UMP   | Juan-Antoine Martinez  |       | PS    |
| Bouillargues            | Georges Fourquet       |       | PS    | Marc Dupuis            |       | DVD   |
| La Grand-Combe          | Denis Aigon            |       | PCF   | Patrick Malavieille    |       | PCF   |
| Le Grau-du-Roi          | Étienne Mourrut        |       | UMP   | Étienne Mourrut        |       | UMP   |
| Laudun-l'Ardoise        | Patrice Prat           |       | PS    | Patrice Prat           |       | PS    |
| Manduel                 | Marie-Louise Sabatier  |       | PS    | Marie-Louise Sabatier  |       | PS    |
| Marguerittes            | William Portal         |       | DVD   | William Portal         |       | DVD   |
| Milhaud                 | Jean-Michel Avellaneda |       | UMP   | Jean-Michel Avellaneda |       | UMP   |
| Nîmes                   | Jean-Paul Fournier     |       | UMP   | Jean-Paul Fournier     |       | UMP   |
| Pont-Saint-Esprit       | Gilbert Baumet         |       | UMP   | Gilbert Baumet         |       | UMP   |
| Rochefort-du-Gard       | Jean-Marie Pascal      |       | PRG   | Patrick Vacaris        |       | UMP   |
| Roquemaure              | Guy Vernet             |       | DVD   | Guy Pécoul             |       | DVD   |
| Saint-Christol-lès-Alès | Jean Sirvin            |       | PS    | Philippe Roux          |       | DVG   |
| Saint-Gilles            | Roland Gronchi         |       | UMP   | Olivier Lapierre       |       | UMP   |
| Uzès                    | Jean-Luc Chapon        |       | PR    | Jean-Luc Chapon        |       | PR    |
| Vauvert                 | Gérard Gayaud          |       | UMP   | Gérard Gayaud          |       | UMP   |
| Villeneuve-lès-Avignon  | Jean-Marc Roubaud      |       | UMP   | Jean-Marc Roubaud      |       | UMP   |

## Résultats dans les villes de plus de5 000habitants du Gard

### Aigues-Mortes
Maire sortant : René Jeannot (DVD)
29 sièges à pourvoir
|                | Michel Ceccotti    | Agir pour Aigues-Mortes     | UMP            | 1 443 | 32,25  | 1 686 | 35,17  | 5  | 17,24 |  |  |  |
|                | Cédric Bonato      | Aigues-Mortes autrement     | PS             | 1 246 | 27,84  | 1 770 | 36,92  | 20 | 68,96 |  |  |  |
|                | Didier Charpentier | J'aime Aigues-Mortes        | DVD            | 1 179 | 26,35  | 1 338 | 27,91  | 4  | 13,79 |  |  |  |
|                | Sodol Colombini    | À gauche autrement          | PCF            | 330   | 07,37  |       |        |    |       |  |  |  |
|                | Florent Campos     | Ensemble pour Aigues-Mortes | DVG            | 277   | 06,19  |       |        |    |       |  |  |  |
|                |                    |                             |                |       |        |       |        |    |       |  |  |  |
| Inscrits       | Inscrits           | Inscrits                    | Inscrits       | 5 912 | 100,00 | 5 911 | 100,00 |    |       |  |  |  |
| Abstentions    | Abstentions        | Abstentions                 | Abstentions    | 1 312 | 22,19  | 1 016 | 17,19  |    |       |  |  |  |
| Votants        | Votants            | Votants                     | Votants        | 4 600 | 77,81  | 4 895 | 82,81  |    |       |  |  |  |
| Blancs et nuls | Blancs et nuls     | Blancs et nuls              | Blancs et nuls | 125   | 02,11  | 101   | 01,71  |    |       |  |  |  |
| Exprimés       | Exprimés           | Exprimés                    | Exprimés       | 4 475 | 75,69  | 4 794 | 81,10  |    |       |  |  |  |

### Alès
Maire sortant : Max Roustan (UMP)
39 sièges à pourvoir
|                | Max Roustan*     | Liste Max Roustan                 | UMP            | 9 044  | 54,00  | 31 | 79,49 |  |  |
|                | Jean-Michel Suau | Construire Alès citoyenne         | PCF-Les Verts  | 3 980  | 23,76  | 4  | 10,26 |  |  |
|                | Fabien Gabillon  | Ambitions citoyennes              | PS-MoDem       | 2 785  | 16,63  | 3  | 07,69 |  |  |
|                | Annie Moralès    | Défense des intérêts des alésiens | FN             | 939    | 05,61  | 1  | 02,56 |  |  |
|                |                  |                                   |                |        |        |    |       |  |  |
| Inscrits       | Inscrits         | Inscrits                          | Inscrits       | 26 479 | 100,00 |    |       |  |  |
| Abstentions    | Abstentions      | Abstentions                       | Abstentions    | 9 292  | 35,09  |    |       |  |  |
| Votants        | Votants          | Votants                           | Votants        | 17 187 | 64,91  |    |       |  |  |
| Blancs et nuls | Blancs et nuls   | Blancs et nuls                    | Blancs et nuls | 439    | 01,66  |    |       |  |  |
| Exprimés       | Exprimés         | Exprimés                          | Exprimés       | 16 748 | 63,25  |    |       |  |  |

*sortant

### Le Grau-du-Roi
Maire sortant : Étienne Mourrut (UMP)
|                | Étienne Mourrut | Vivre ensemble Le Grau-du-Roi | UMP      | 3 064 | 58,07  | 23 |        |  |  |
|                | Robert Crauste  | Cap sur le changement         | PS       | 2 212 | 41,93  | 6  |        |  |  |
| Inscrits       | Inscrits        | Inscrits                      | Inscrits |       | 100,00 |    | 100,00 |  |  |
| Abstentions    |                 |                               |          |       |        |    |        |  |  |
| Votants        |                 |                               |          |       |        |    |        |  |  |
| Blancs et nuls |                 |                               |          |       |        |    |        |  |  |
| Exprimés       |                 |                               |          |       |        |    |        |  |  |

### Uzès
- Alain Taisseire[1]